# Ménétreux-le-Pitois
Ménétreux-le-Pitois est une commune française située dans le département de la Côte-d'Or en région Bourgogne-Franche-Comté.

## Géographie

### Localisation
Le village est situé au sommet du mont Réa, l'une des buttes entourant le site d'Alésia. Il est partagé en deux parties : Ménétreux « La Tuilerie » le long de la D 905 entre Les Laumes et Montbard, et Ménétreux « Le Village » le long de la D 119a entre Les Laumes et Éringes.

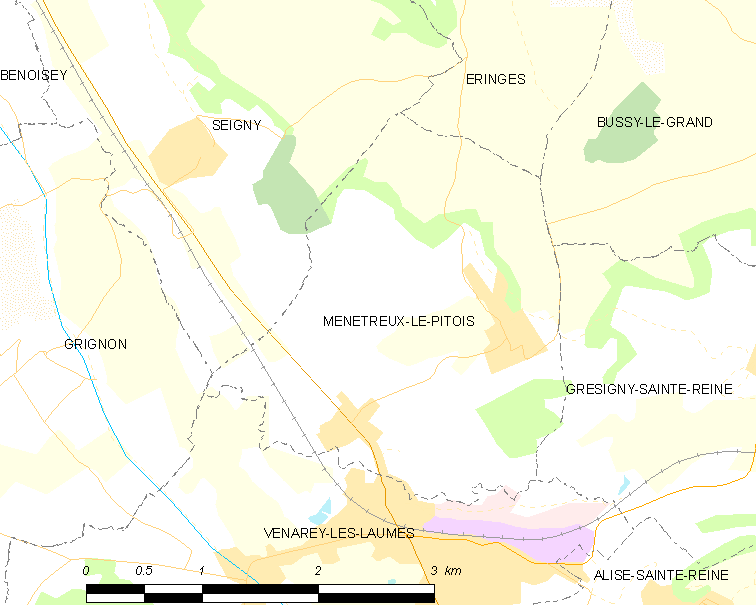
Carte de la commune de Ménétreux-le-Pitois et des proches communes.

|         | Éringes             | Bussy-le-Grand        |
| Seigny  | Ménétreux-le-Pitois | Grésigny-Sainte-Reine |
| Grignon | Venarey-les-Laumes  |                       |

### Hydrographie
- La Brenne
- L'Oze

### Climat
Pour des articles plus généraux, voir Climat de la Bourgogne-Franche-Comté et Climat de la Côte-d'Or.
En 2010, le climat de la commune est de type climat des marges montargnardes, selon une étude du Centre national de la recherche scientifique s'appuyant sur une série de données couvrant la période 1971-2000. En 2020, Météo-France publie une typologie des climats de la France métropolitaine dans laquelle la commune est exposée à un climat océanique altéré et est dans la région climatique Lorraine, plateau de Langres, Morvan, caractérisée par un hiver rude (1,5 °C), des vents modérés et des brouillards fréquents en automne et hiver.
Pour la période 1971-2000, la température annuelle moyenne est de 10,4 °C, avec une amplitude thermique annuelle de 16,9 °C. Le cumul annuel moyen de précipitations est de 893 mm, avec 13 jours de précipitations en janvier et 8,7 jours en juillet. Pour la période 1991-2020, la température moyenne annuelle observée sur la station météorologique de Météo-France la plus proche, « Montbard_sapc », sur la commune de Montbard à 12 km à vol d'oiseau, est de 11,4 °C et le cumul annuel moyen de précipitations est de 853,5 mm,. Pour l'avenir, les paramètres climatiques de la commune estimés pour 2050 selon différents scénarios d'émission de gaz à effet de serre sont consultables sur un site dédié publié par Météo-France en novembre 2022.

## Urbanisme

### Typologie
Au 1er janvier 2024, Ménétreux-le-Pitois est catégorisée commune rurale à habitat dispersé, selon la nouvelle grille communale de densité à 7 niveaux définie par l'Insee en 2022.
Elle est située hors unité urbaine. Par ailleurs la commune fait partie de l'aire d'attraction de Venarey-les-Laumes, dont elle est une commune de la couronne,. Cette aire, qui regroupe 10 communes, est catégorisée dans les aires de moins de 50 000 habitants,.

### Occupation des sols
L'occupation des sols de la commune, telle qu'elle ressort de la base de données européenne d’occupation biophysique des sols Corine Land Cover (CLC), est marquée par l'importance des territoires agricoles (82,6 % en 2018), une proportion sensiblement équivalente à celle de 1990 (83,1 %). La répartition détaillée en 2018 est la suivante :
prairies (56,5 %), terres arables (26,1 %), forêts (10,1 %), zones urbanisées (7,2 %), zones industrielles ou commerciales et réseaux de communication (0,1 %). L'évolution de l’occupation des sols de la commune et de ses infrastructures peut être observée sur les différentes représentations cartographiques du territoire : la carte de Cassini (XVIIIe siècle), la carte d'état-major (1820-1866) et les cartes ou photos aériennes de l'IGN pour la période actuelle (1950 à aujourd'hui).

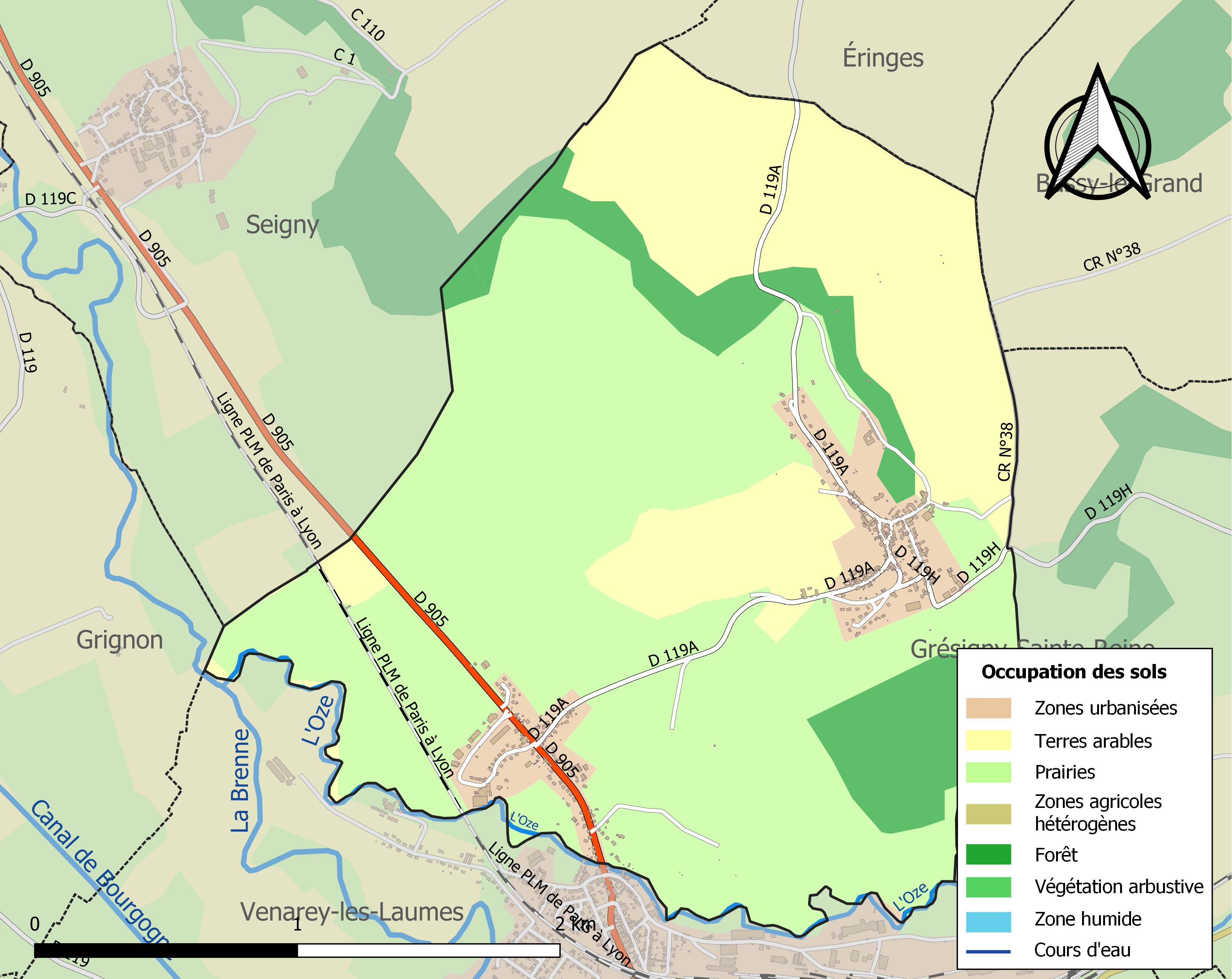
Carte des infrastructures et de l'occupation des sols de la commune en 2018 (CLC).

## Toponymie
Le nom Ménétreux vient du latin monasteriolum ou monasterellum, petit monastère. Le surnom de Pitois apparaît pour la première fois en 1377. Selon l’abbé Courtépée, les Pitois étaient seigneurs de Ménétreux au XIIIe siècle, d’où le surnom accolé au nom du village.
Citations historiques du nom du village :
- Monasteriolum en 1104 (cartuisire de Molesme)
- Monasterulum en 1107 (cartulaire de Molesme)
- Monestrelle en 1120
- Monesteruel en 1209 (cartulaire de Fontenelle)
- Monesteroil en 1210 (cartulaire d'Ogny)
- Monestreul en 1272
- Mostereuil en 1275 (archives départementales de la Côte d'Or)
- Monestereul proche de Grignon en 1296 (archives départementales de la Côte d'Or)
- Montereul (Jean de) en 1311 (registre des archives non classées)
- Mostereul ou Monestereul (Jean de) en 1315
- Menestreol ou Monestreol-le-Pitois en 1377 (archives départementales de la Côte d'Or)
- Ménétreux-le-Pitois en 1382 (registre de Fontenet)
- Menestreul en 1397 (rôle des feux de l'Auxois)
- Menestruel-le-Pitois en 1413 (archives départementales de la Côte d'Or)
- Menestreu-le-Pitoix en 1460 (archives départementales de la Côte d'Or)
- Menestreul-le-Pitois en 1461 (archives départementales de la Côte d'Or)
- Menestreul-le-Pitoix en 1475 (archives départementales de la Côte d'Or)
- Monnestreuix-le-Pitoys en 1479 (cartulaire de Fontenet)
- Menestreuix-le-Pitoix en 1543 (archives départementales de la Côte d'Or)
- Monnétreux-le-Pitois en 1629 (archives départementales de la Côte d'Or)
- Ménestreux en 1666 (déclaration de communauté)
- Ménétreux en 1670 (sceau de la commune)
- Ménestreux-le-Pitois en 1830 (sceau de la commune)

Source: M R. Blanchot (19/05/1970)

## Histoire

### Antiquité
La butte sur laquelle est situé le village de Ménétreux-le-Pitois est occupée sans interruption depuis la Préhistoire. Des traces intéressantes de civilisation gallo-romaine ont été mises au jour, en particulier un temple dédié à Minerve, patronne des artisans.
En l'an 52 avant Jésus-Christ, lors du siège d'Alésia par Jules César, le mont Réa, seulement défendu par deux légions romaines, fut le théâtre de combats acharnés entre Gaulois et Romains.

### Temps modernes
Le 12 juillet 1629, le village reçut son affranchissement sur ordre de Jacques de Jaucourt. Jusqu'à cette date les habitants étaient encore mainmortables vis-à-vis de leur seigneur.

### Époque contemporaine
Ménétreux-le-Pitois fut envahi deux fois par les Allemands :
- les 14 et 15 janvier 1871, deux colonnes allemandes stationnèrent dans le village avec de l'artillerie lourde et 400 chevaux ;
- le 16 juin 1940, 1400 soldats allemands campèrent environ trois semaines dans le village avec matériel et chevaux.

#### Enfants de Ménétreux-le-Pitois morts pour la France pendant laPremière Guerre mondiale
- Charles BOILLET
- Octave CARRION
- Gabriel CHANCEAUX
- Camille DAMBRUN
- Julien GALLOIS
- Marcel GARDIEN
- Charles GUYOT (sergent major)
- Pierre JANNIAUX (caporal)
- Alfred MAILLARD
- René MAILLARD
- Maurice NARDEAU
- René NICOLLE
- Émile PACOT
- Alfred TISSERAND
- René REBOURG
- Paul VOYE

Source : "Histoire de Ménétreux-le-Pitois" par Louis BAZIN (1922)

#### Enfants de Ménétreux-le-Pitois morts pour la France pendant laSeconde Guerre mondiale
- Albert BADAUT
- Marc BOILLET
- Lucien BONSON
- Émile CHAUSSIVERT
- Bernard CHEVALLIER
- Marcel NICOLLE

Source : "Histoire de Ménétreux-le-Pitois" par Louis BAZIN (1922)

## Politique et administration
| Période | Période  | Identité                               | Étiquette | Qualité |
| ------- | -------- | -------------------------------------- | --------- | ------- |
| en 1790 |          | Blaise EPERY                           |           |         |
| 1793    | 1794     | Jean RANVIOT                           |           |         |
| 1794    |          | René EPERY                             |           |         |
| 1801    |          | Blaise EPERY                           |           |         |
| 1801    | 1802     | Blaise CAPITAIN                        |           |         |
| 1803    | 1821     | Blaise EPERY                           |           |         |
| 1821    | 1830     | Nicolas Philibert LETORS de LARRAY     |           |         |
| 1830    | 1831     | Philibert EPERY                        |           |         |
| 1831    | 1837     | Blaise CAPITAIN                        |           |         |
| 1837    | 1840     | René RANVIOT                           |           |         |
| 1840    | 1843     | Blaise PERREAU                         |           |         |
| 1843    | 1847     | Blaise EPERY                           |           |         |
| 1848    | 1871     | Louis Gabriel Hubert de LA FERTE-MEUNG |           |         |
| 1871    | 1872     | M. EPERY-CHANTRIER                     |           |         |
| 1872    | 1876     | Alexandre GARNIER                      |           |         |
| 1876    | 1881     | Jean-Baptiste CALABRE                  |           |         |
| 1881    | 1884     | M. EPERY-CHANTRIER                     |           |         |
| 1884    | 1885     | Jean-Baptiste CALABRE                  |           |         |
| 1885    | 1885     | Jean-Marie RANVIOT-PICHENOT            |           |         |
| 1887    | 1889     | Jean-Baptiste RANVIOT                  |           |         |
| 1889    | 1893     | Jean-Marie RANVIOT                     |           |         |
| 1893    | 1901     | Honoré RANVIOT                         |           |         |
| 1901    | 1907     | Albert HUMBERT                         |           |         |
| 1907    | 1919     | Honoré JACOB                           |           |         |
| 1919    | 1923     | Pierre GALLET                          |           |         |
| 1923    | 1929     | Honoré JACOB                           |           |         |
| 1929    | 1945     | Abel MATHIEU                           |           |         |
| 1945    | 1947     | André JACOB                            |           |         |
| 1947    | 1954     | Flavien CHARRIÈRE                      |           |         |
| 1954    | 1965     | René BUFFY                             |           |         |
| 1965    | 1971     | Eugène BLANCHOT                        |           |         |
| 1971    | 1977     | Lucien RENAUD                          |           |         |
| 1977    | 1983     | Denis BUFFY                            |           |         |
| 1983    | 1995     | René BOILLOT                           |           |         |
| 1995    | 2007     | Denis BUFFY                            |           |         |
| 2007    | 2014     | Daniel VIETTE                          |           |         |
| 2014    | En cours | Yvon FIORUCCI                          |           |         |

Source : archives municipales sauf ! = "Histoire de Ménétreux-le-Pitois" par Louis BAZIN (1922)

## Démographie
Les habitants de Ménétreux-le-Pitois sont appelés Ménétriers ou Ménétrières.
L'évolution du nombre d'habitants est connue à travers les recensements de la population effectués dans la commune depuis 1793. Pour les communes de moins de 10 000 habitants, une enquête de recensement portant sur toute la population est réalisée tous les cinq ans, les populations de référence des années intermédiaires étant quant à elles estimées par interpolation ou extrapolation. Pour la commune, le premier recensement exhaustif entrant dans le cadre du nouveau dispositif a été réalisé en 2006.

En 2022, la commune comptait 393 habitants, en évolution de −8,82 % par rapport à 2016 (Côte-d'Or : +0,82 %, France hors Mayotte : +2,11 %).
| 1793 | 1800 | 1806 | 1821 | 1831 | 1836 | 1841 | 1846 | 1851 |
| ---- | ---- | ---- | ---- | ---- | ---- | ---- | ---- | ---- |
| 311  | 310  | 350  | 284  | 284  | 302  | 312  | 314  | 284  |

| 1856 | 1861 | 1866 | 1872 | 1876 | 1881 | 1886 | 1891 | 1896 |
| ---- | ---- | ---- | ---- | ---- | ---- | ---- | ---- | ---- |
| 269  | 282  | 258  | 258  | 250  | 241  | 224  | 271  | 302  |

| 1901 | 1906 | 1911 | 1921 | 1926 | 1931 | 1936 | 1946 | 1954 |
| ---- | ---- | ---- | ---- | ---- | ---- | ---- | ---- | ---- |
| 285  | 281  | 269  | 283  | 328  | 337  | 294  | 364  | 322  |

| 1962 | 1968 | 1975 | 1982 | 1990 | 1999 | 2006 | 2011 | 2016 |
| ---- | ---- | ---- | ---- | ---- | ---- | ---- | ---- | ---- |
| 332  | 299  | 400  | 461  | 467  | 426  | 423  | 447  | 431  |

| 2021 | 2022 | - | - | - | - | - | - | - |
| ---- | ---- | - | - | - | - | - | - | - |
| 401  | 393  | - | - | - | - | - | - | - |

## Culture locale et patrimoine

### Lieux et monuments
Le village abrite un château initialement construit vers 1578 par Claude de la Trémouille-Bresche. Nommé « Chatelet-Maisonfort », le château fut en grande partie rasé (sauf une tour ronde et une tour carrée) et reconstruit par le baron Charles-Claude de Vichy à la fin du XVIIIe siècle. Des bâtiments devant servir de ferme modèle furent ajoutés à grands frais en 1884 par M. Cuhaut. Vendue en 1930 à la Société du Métro de Paris, la propriété a longtemps servi de maison de repos et abrite actuellement une colonie de vacances pour les enfants des employés de la RATP, gérée par la fondation « Les Enfants du Métro », association loi de 1901 subventionnée par le comité d'entreprise.
L’église, dédiée à saint Valentin de Griselles, aurait été initialement bâtie en 888, puis souvent remaniée par la suite.
En 1788 M. Boudillet, prêtre de la paroisse de Ménétreux, lance des travaux de reconstruction du chœur de l’église, devenue trop exigüe en raison de l’accroissement de la population. Deux chapelles latérales sont ajoutées, celle du sud dédiée à la Sainte Vierge, celle du nord dédiée à saint Valentin de Griselles, martyr et patron de la paroisse. La nef n’est pas touchée. Les pierres de taille des fenêtres sont remplacées par des briques. Les travaux s’achèvent le 31 août 1790 et seront complétés un peu plus tard par la construction d’une tribune.
D’importants travaux de réparation sont entrepris en 1891, 1892 et 1900.
En 1872 est inauguré l’autel de Saint-Valentin-de-Griselles et le 2 octobre 1887 a lieu la bénédiction de l’autel de la Vierge.
En 1884, les murs de l'église sont rehaussés de 80 centimètres.
Le 25 septembre 1892 est inauguré le chemin de croix.
Au fond de l’abside est érigé un autel de marbre blanc, éclairé par deux fenêtres romanes et couronné d’une voûte à arêtes vives, croisées en sautoir.
Le chœur est orné d’un Christ grandeur nature, nommé « Christ aux liens », et l’église abrite des statues du Sacré-Cœur, de saint Joseph, de saint François de Sales, de sainte Agathe et de sainte Anne.
En 1903, de nouveaux bancs sont installés.
Le 11 septembre 1913, une nouvelle cloche est bénie, refonte de la précédente qui datait de 1811 et pesait 390 kilos. Sortie des ateliers de M. Farnier, fondeur à Velars-sur-Ouche, et baptisée Renée-Virginie, elle pèse 406,5 kilos et donne le la naturel.
Vers 1850, une tuilerie est créée par M. Fénéon. Avec seulement huit ouvriers à sa création, en passant sous la coupe de l'Union des Entrepreneurs en 1935 elle comptera une centaine d'ouvriers. Très moderne, elle disposait de sa propre école de poterie. L'exportation des pièces se faisait essentiellement vers le Nord, par voie de chemin de fer ou par le canal. Les locaux, reconvertis en entrepôt de matériaux, furent détruits par un incendie en 1986 et il n'en reste pratiquement rien.
Selon l'arrêté préfectoral no 2023/N3 du 3 février 2023, sont inscrits au titre des monuments historiques les objets suivants, conservés en l'église Saint-Valentin-de-Griselles :
- Christ aux liens (statue polychrome du XVIe siècle)
- Saint-Valentin-de-Griselles (statue en pierre d'Augustin Delaporte, Dijon 1872)
- autel avec bas-relief représentant le martyre de Saint-Valentin-de-Griselles (en pierre, vers 1872)
- lustre d'église en métal et verre (XIXe siècle)
- Sainte-Apolline (statue en terre cuite, XIXe siècle)

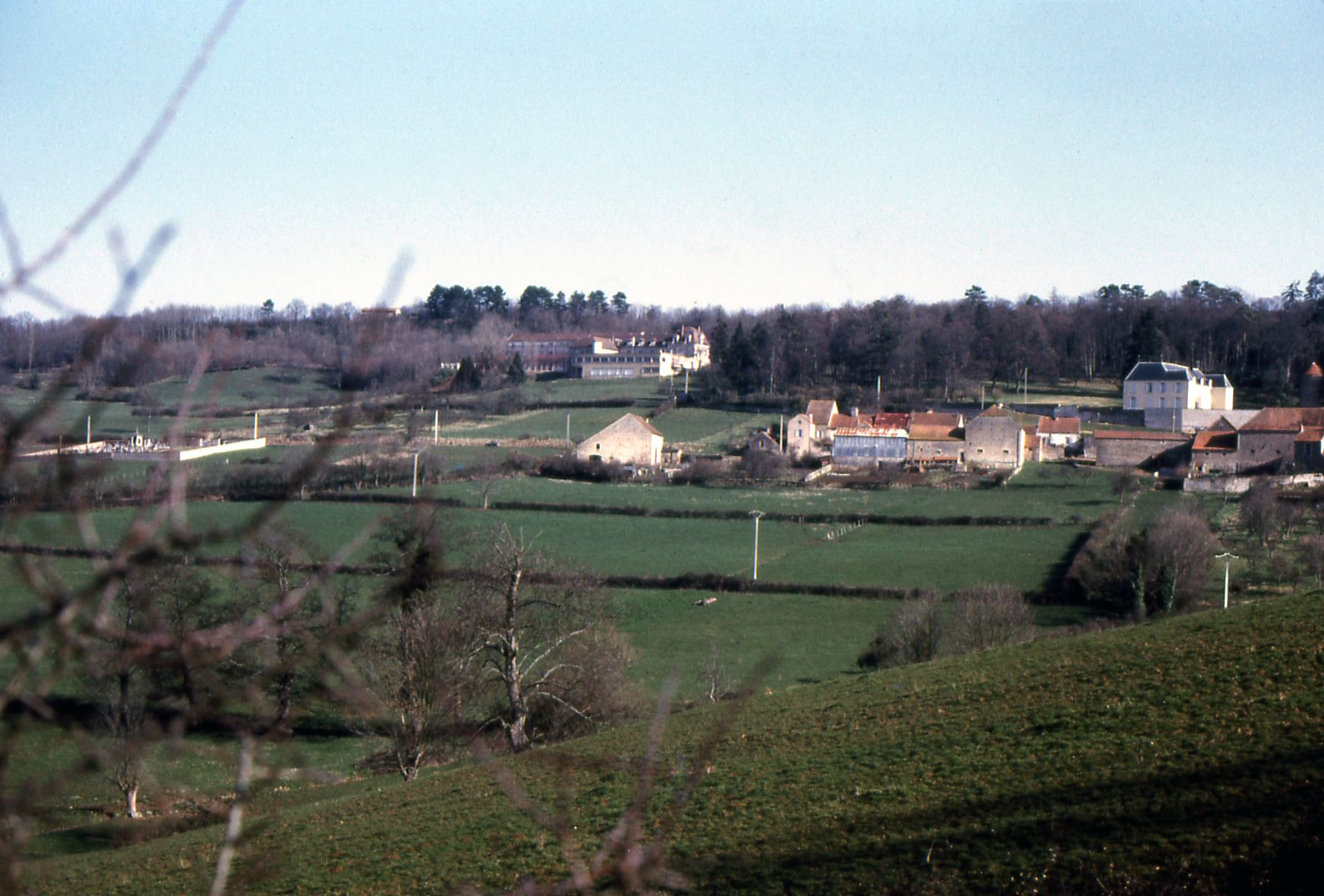
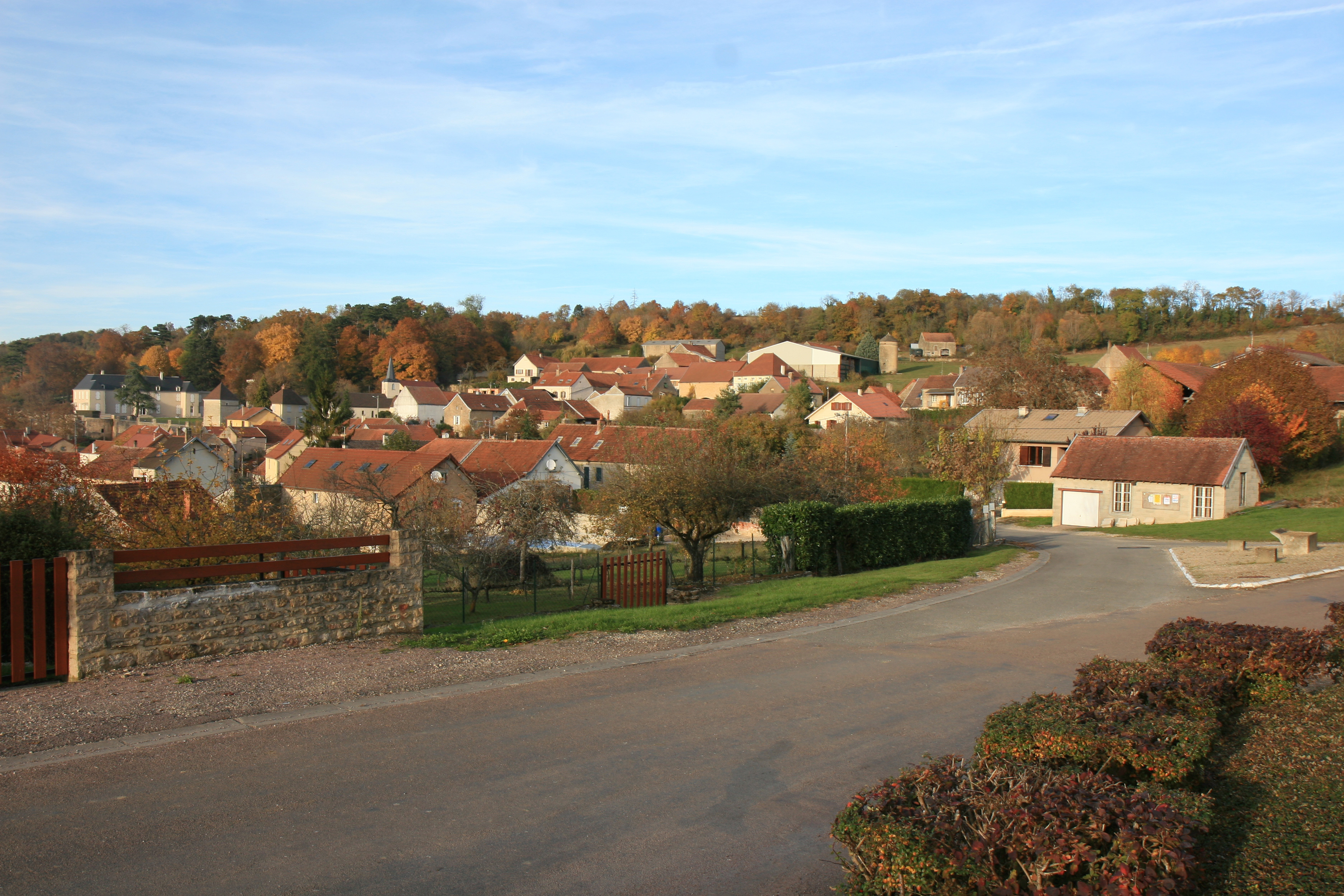
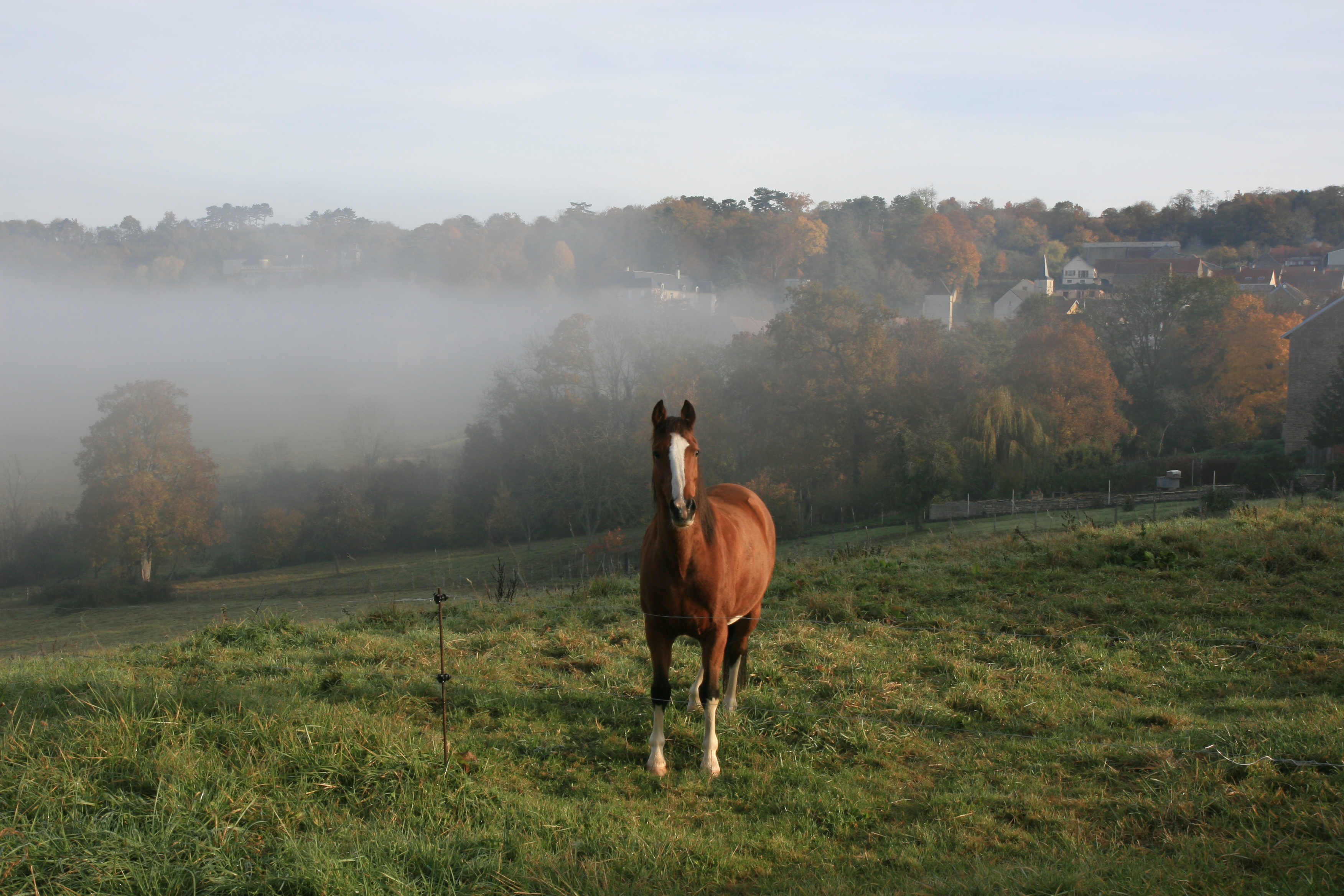
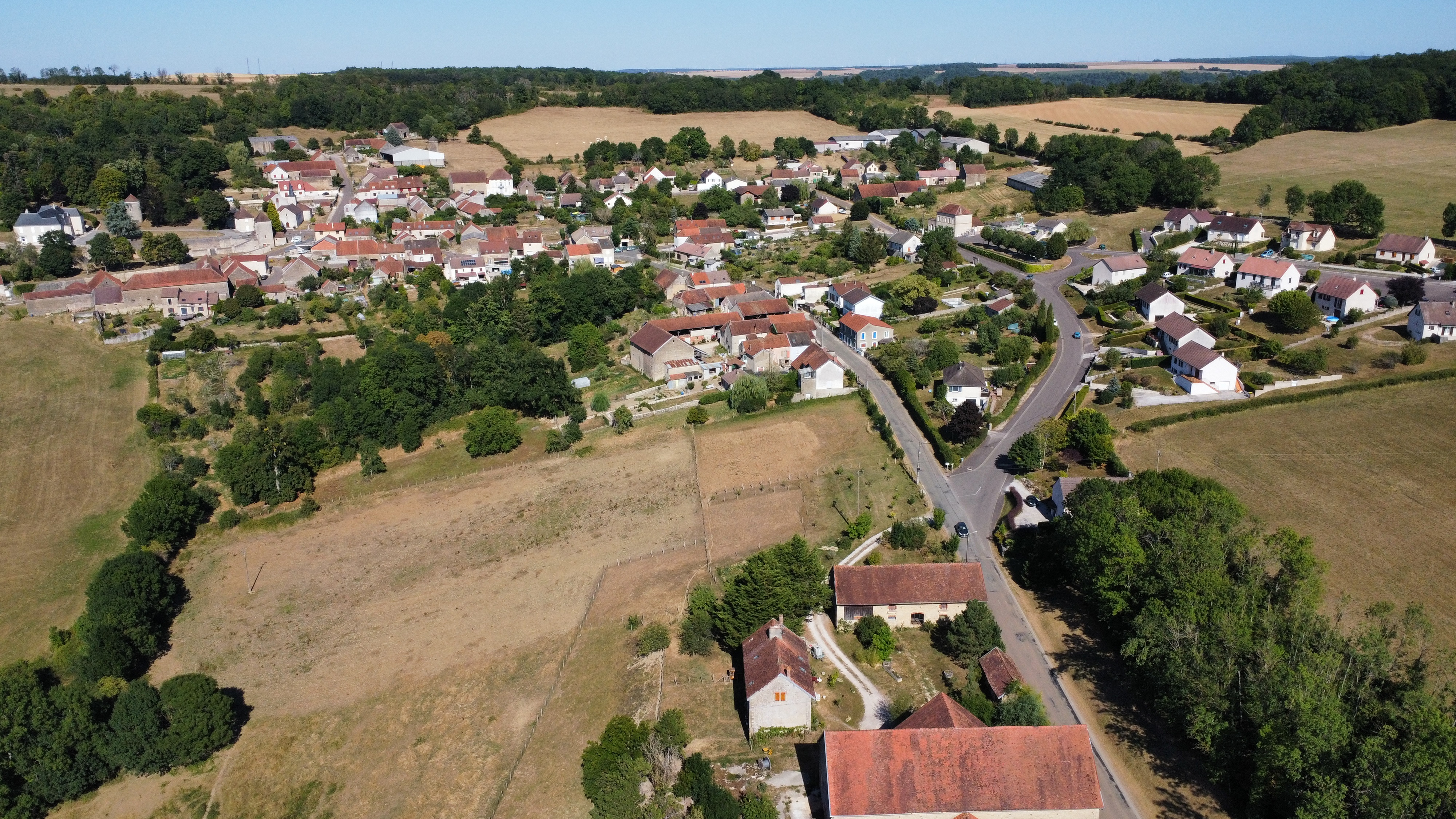
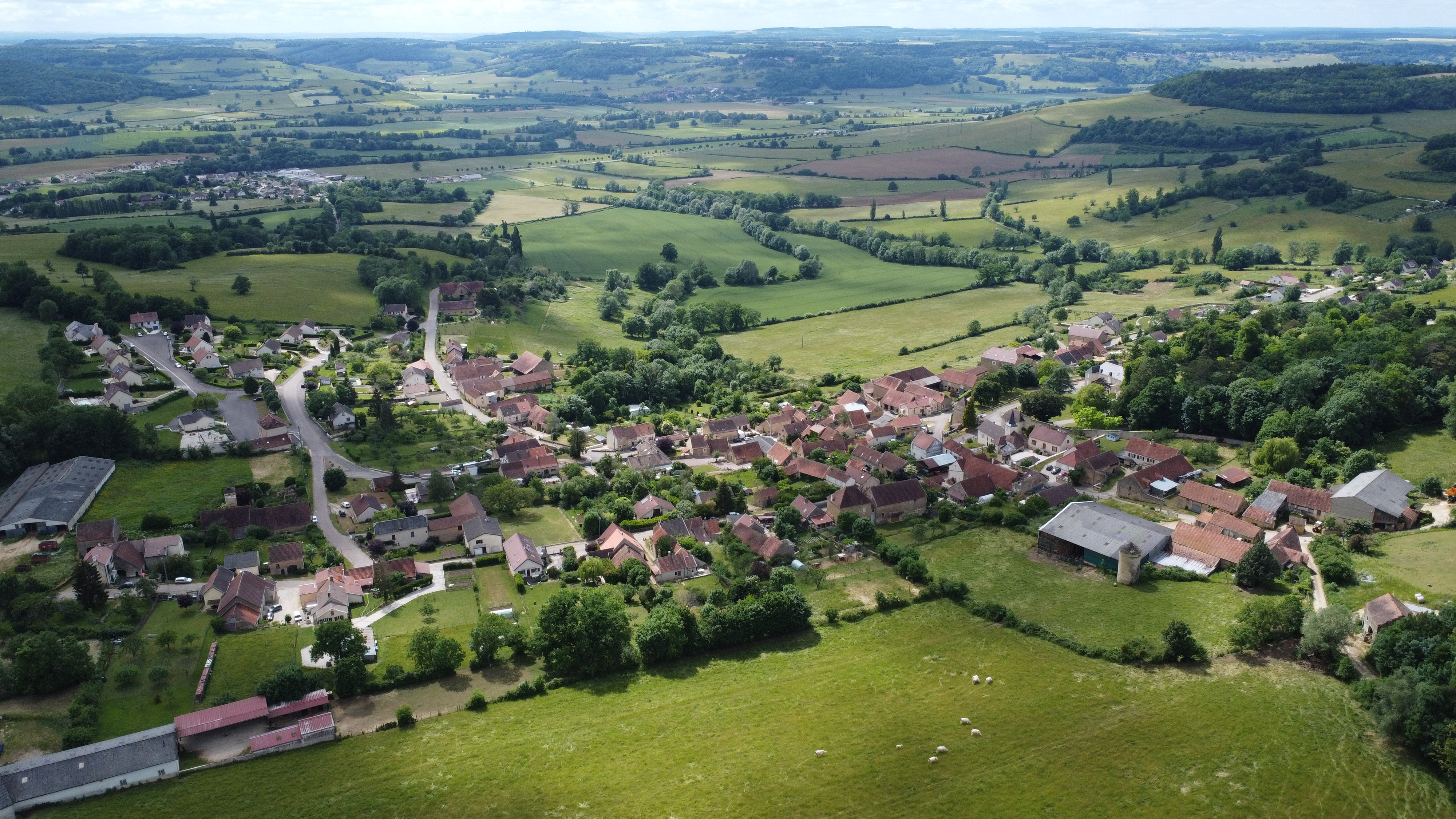

### Personnalités liées à la commune
- Nicolas Bodevin (ca 1644-03.10.1724), prêtre suisse, curé de Ménétreux-le-Pitois, dont les armoiries étaient « d'azur à une pinte d'argent ».
- Émile Chaussivert, maquisard du groupe Henri Bourgogne, torturé et exécuté le 25 mai 1944 par l'armée allemande à Semur-en-Auxois.
- Le chanoine Henri Jeanniaux, curé de Ménétreux-le-Pitois pendant 52 ans et célèbre herboriste. Né à Dijon le 10 novembre 1879, il fut ordonné prêtre le 29 juin 1903, après des études au petit séminaire de Plombières-lès-Dijon. D'abord vicaire à Pagny-la-Ville et curé à Spoy, il fut nommé curé à Ménétreux-le-Pitois en 1908. Élevé à la dignité de chanoine honoraire en 1954, il donna sa démission de curé de Ménétreux en 1960. Il s'éteignit le 18 mars 1965. Parallèlement à son ministère, Henri Jeanniaux était l'un des derniers herboristes exerçant en France. Attiré par la botanique dès son entrée au petit séminaire, il y consacrait ses loisirs et suivait l'enseignement de l'abbé Fournier. Sur les conseils du docteur Raymond Petit de Molesmes dont l'épouse était originaire du village, il s'inscrivit en 1914 à l'examen d'herboriste auquel il fut reçu avec la mention bien. Revenu de la guerre, l'abbé Jeanniaux reprit ses activités en 1919, conseillant des plantes aux malades du pays. Pris peu au sérieux au début, ses excellents résultats lui amenèrent de nombreuses personnes de l'extérieur et sa renommée dépassa vite les limites de sa région. Ni médecin, ni guérisseur, ce prêtre ne faisait pas de miracle et se contentait d'utiliser les moyens mis par la nature à disposition des hommes. Il posait simplement des questions aux malades qui lui permettaient d'établir un diagnostic et de prescrire une décoction ou un vin obtenu par macération de plantes qu'il connaissait particulièrement bien. Il récoltait les plantes dans les bois et friches de la région, mais se fournissait également en plantes exotiques issues de pays lointains, la Chine et le Brésil notamment. L'abbé Jeanniaux disposait de plus de 200 plantes médicinales qui servaient chaque jour à soigner ou soulager.
- Nicolas Perrot (1644-1717), explorateur, diplomate et commerçant en Nouvelle-France.

### Héraldique
| Blason de Ménétreux-le-Pitois | Blason  | De gueules à trois bandes d'or, à deux bars adossés d'argent au chef d'azur* à la croix ancrée d'or.                                                           |
| Blason de Ménétreux-le-Pitois | Détails | * Il y a là non-respect de la règle de contrariété des couleurs : ces armes sont fautives (azur sur gueules). Le statut officiel du blason reste à déterminer. |